# 无边际池

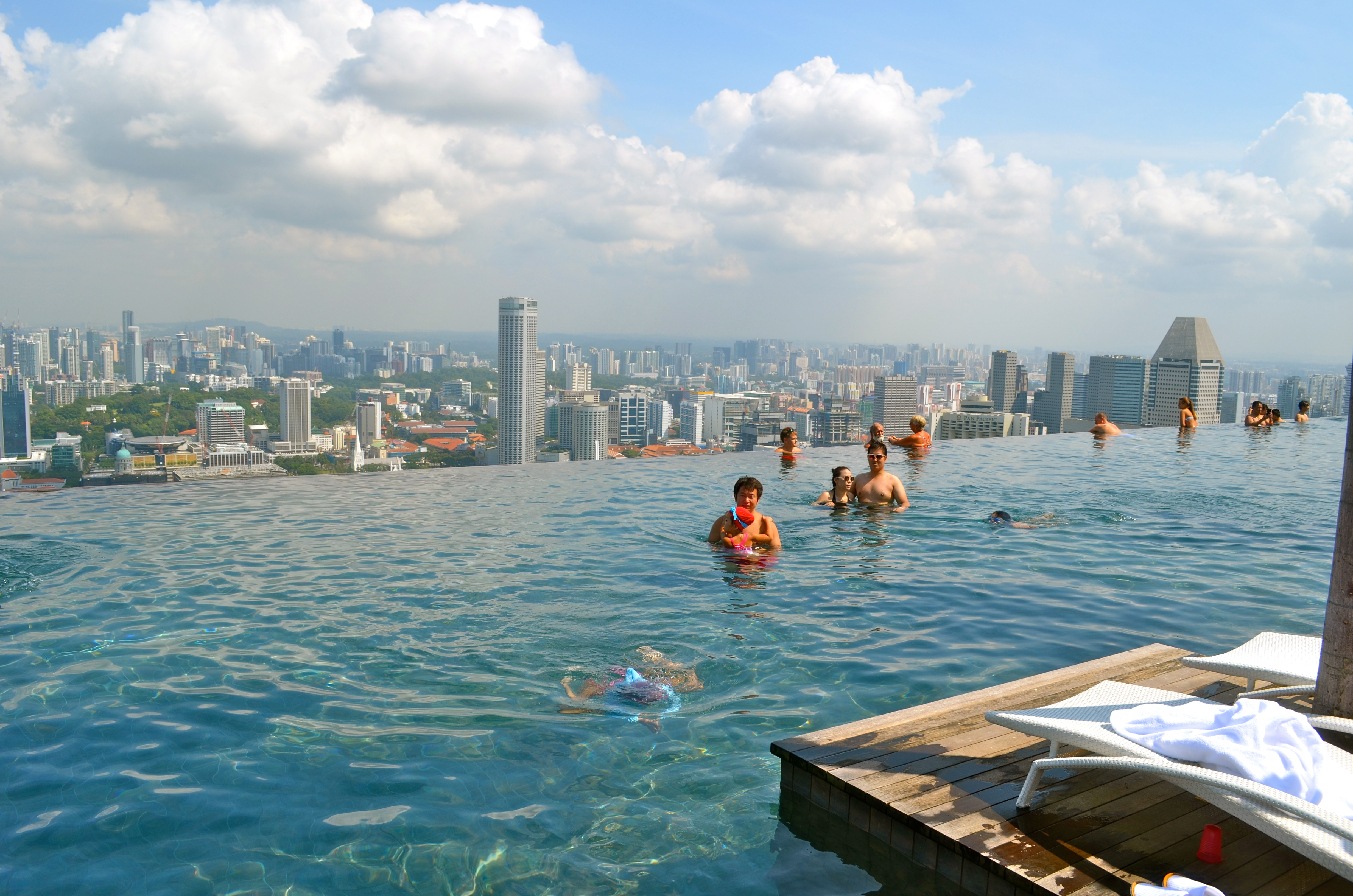
新加坡的濱海灣金沙無邊際池，從池中往外拍攝的景象

無邊際池（英語：infinity pool），是經過特殊設計，在視覺上似乎沒有邊界的水池或游泳池。無邊際池經過設計，有水流過其一個或多個邊界，在視覺上會有池子沒有邊界一直往外延伸的錯覺。使池子看起來和附近更大的水體例如海洋融成一體，或是其邊界就是天際線融合。這類池子常出現在富異國情調的渡假村、五星級酒店、獨特的莊園、豪華住宅、奢華的場所，或是廣告效果中。

## 歷史
無邊際池的設計概念據說起源於法國，其中的一個設計在1400年代早期就用在凡尔赛宫的「雄鹿喷泉」中。

## 設計

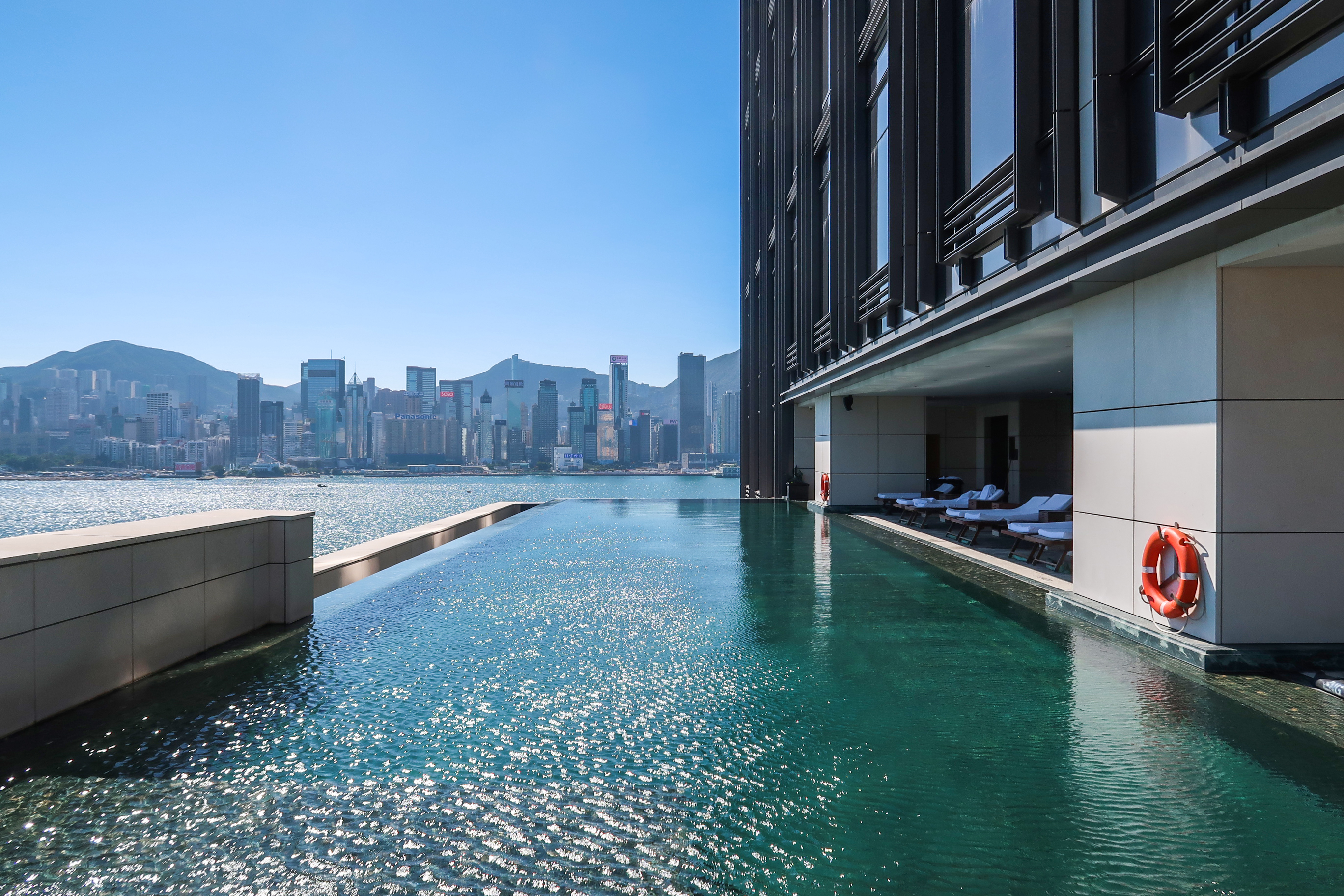
香港瑰麗酒店6樓的户外無邊際游泳池可享维多利亞港海景

无边际池造價相當貴，需要繁複的結構、力學及建築上的細部設計。无边际池的地點需考慮週圍的景觀，地點本身不一定是適合建築的地點（例如山邊），因此穩固的結構工程非常重要。无边际池的高昂成本多本是來自使池子穩固鎖在地面上的地基系統。
无边际池實際上仍有其邊界存在，其邊界是一道矮牆，其高度比理想的水位低1⁄16至1⁄4英寸（1.6至6.4），因此水會流過矮牆，在矮牆的下方有沉水池，水流過矮牆後會流到水槽沉水池，再用泵浦將水打到无边际池內。因為持續的有水打到无边际池內，因此其水位可以持續的高過矮牆，不會看到矮牆的存在。若泵浦沒有動力時，水會流出，最後水位和矮牆高度相等，就沒有无边际池的效果了。

海南島三亞文華東方酒店的私人無邊際泳池
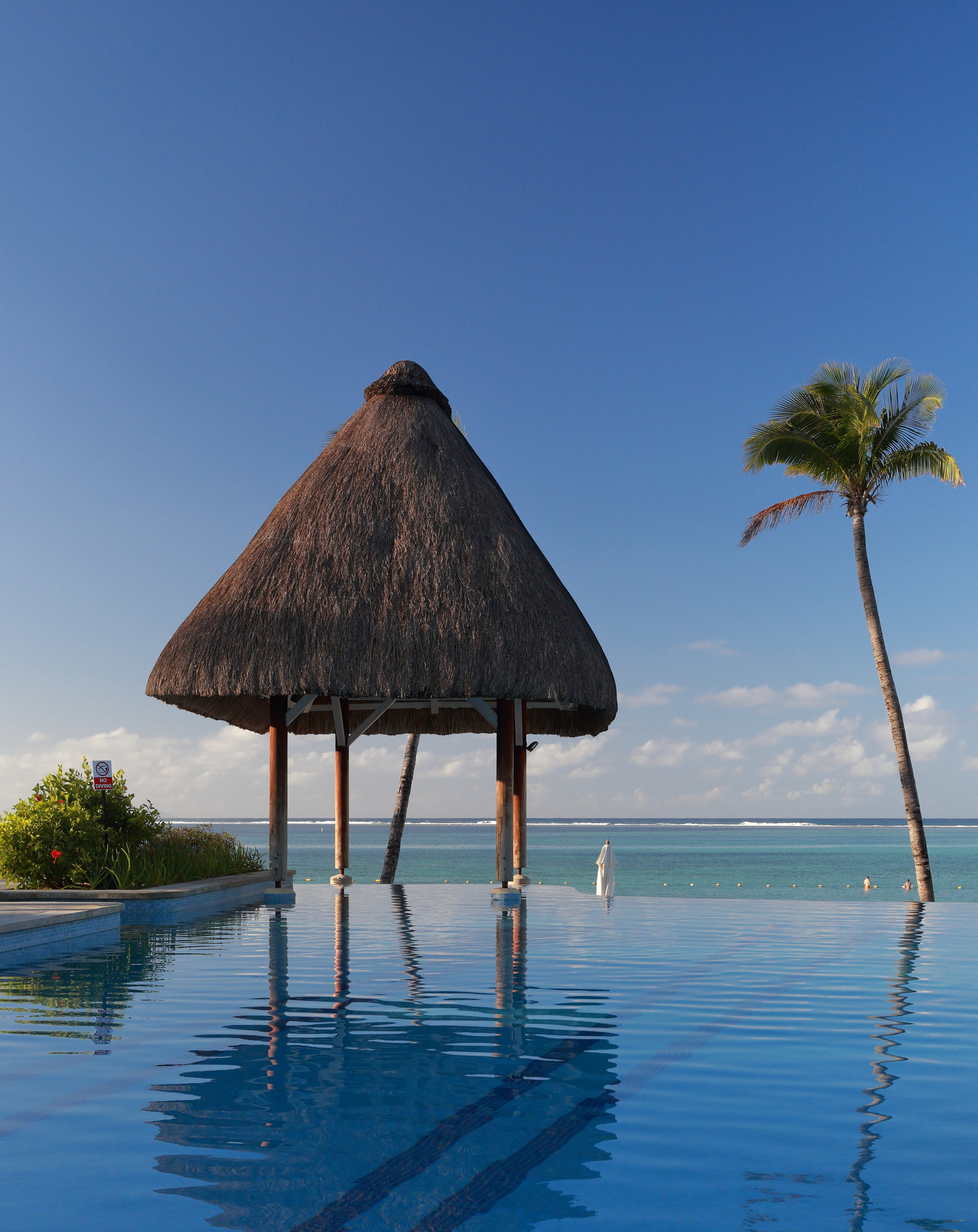
毛里求斯度假村的無邊際泳池
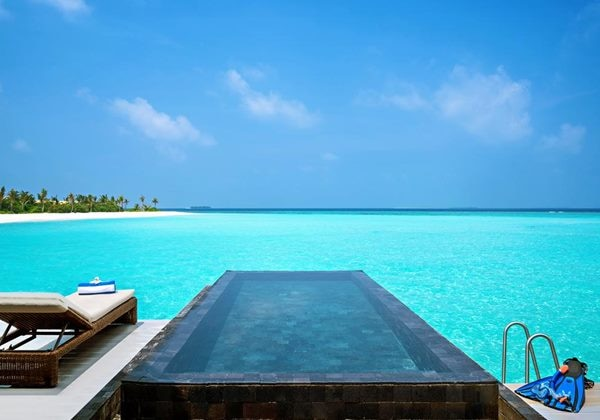
馬爾地夫度假村的私人無邊際泳池

## 延伸閱讀
- Cañizares, Ana G. . New York: Collins Design. 2006  [2016-09-05]. ISBN 0-06-089340-0. OCLC 63171179. （原始内容存档于2019-08-24）.
- . Warminster, Pa.: Manor House Publishing Company. 2011. ISBN 9780983663409. OCLC 746598298.

## 外部連結
- 维基共享资源上的相關多媒體資源：无边际池